# Václav Neumann
Václav Neumann (ur. 29 września 1920 w Pradze, zm. 2 września 1995 w Wiedniu) – czeski dyrygent.

## Życiorys
W latach 1940–1945 studiował w Konserwatorium Praskim u Josefa Micki (skrzypce) oraz Pavla Dědečka i Metoda Doležila (dyrygentura). Jeszcze w czasie studiów występował jako prymariusz (1940–1943) i altowiolista (1943–1946) kwartetu smyczkowego konserwatorium, od 1945 roku znanego pod nazwą Kwartet Smetany. Jako dyrygent debiutował w 1948 roku w Filharmonii Praskiej. Był dyrygentem orkiestry symfonicznej w Karlovych Varach (1951–1954) i orkiestry symfonicznej w Brnie (1954–1956). Od 1956 do 1964 roku prowadził orkiestrę Komische Oper Berlin i orkiestrę symfoniczną miasta Pragi, następnie od 1964 do 1968 roku był dyrygentem Orkiestry Gewandhaus w Lipsku i Opery Lipskiej. Od 1968 do 1990 roku pełnił funkcję pierwszego dyrygenta Filharmonii Praskiej. W latach 1969–1973 był dyrektorem muzycznym Staatsoper w Stuttgarcie. Odznaczony został Orderem Tomáša Garrigue Masaryka III klasy (1991).
Jako dyrygent występował w krajach europejskich, a także Japonii i Stanach Zjednoczonych. Wykonywał szeroki repertuar, od klasycznego po współczesny, propagował w świecie muzykę czeską. Specjalizował się w wykonawstwie utworów Gustava Mahlera, dyrygował też operami Mozarta, Wagnera, Janáčka i Szostakowicza. Poprowadził prawykonanie Symfonii wokalnej Vladimíra Sommera (1963) i opery Hra o láske a smrti Jána Cikkera (1969). Z orkiestrą Filharmonii Praskiej dokonał nagrań płytowych symfonii Mahlera, Dvořáka i Martinů.